# ماژیچی
ماژیچی (به صربی: Mažići) یک منطقهٔ مسکونی در صربستان است که در پریبوی واقع شده‌است. ماژیچی ۲۶۱ نفر جمعیت دارد.